# TVR Cerbera Speed 12
O TVR Cerbera Speed 12, originalmente desenvolvido sob o nome de Project 7/12, foi um carro conceito de alto desempenho projetado pela TVR, em 1997. Baseado em conceitos de carroceria desonvolvidos pela TVR então vigente, o veículo foi concebido para se tornar o carro mais rápido de rua e para corridas de Grand Tourer (GT) . No entanto, problemas durante o seu desenvolvimento, que entravam em conflito com os regulamentos da GT1 e a impossibilidade de utilizar o mesmo para uso civil, fez com que o projeto do protótipo fosse abandonado.
O protótipo foi desenhado com um motor V12 de 7,7l, cuja potência final passaria na casa de 1000HP apesar de nunca ter existido uma medição real e exata da potência final do carro. No entanto, seu desempenho final foi considerado por muitos críticos como sendo surpreendente, sendo capaz de atingir 100 km/h em menos de 3s, podendo atingir velocidades finais na mesma casa da McLaren F1.

## História

### Projeto
O veículo, concebido como TVR Project 7/12, apareceu pela primeira vez em 1996 na British International Motor Show, onde uma vez revelado atraiu atenção da multidão que visitava o show. O número "7" se referia a capacidade máxima de combustível do motor, e "12 " o número de cilindros do motor. No lançamento a TVR prometeu que o carro desempenharia mais de 800HP de potência, e que seria mais rápido que a McLaren F1, embora isso nunca tenha acontecido na prática. Pelos regimentos da FIA GT Championship, todo protótipo se reteria a 600HP de potência,havendo limite de peso de 1000Kg, sem restritores. Outra condição era a obrigação de existir um carro de rua correspondente ao protótipo lançado. Nessa condição a TVR esbanjou a potência total fornecida pelo motor V12, alegando desempenhar até 800HP na versão de rua. Aliado a potencia o carro foi considerado inguiável por muitos motoristas. A transmissão foi especialmente construída para o carro, possuindo 6 velocidades. O motor era constituído internamente de dois motores de seis cilindros em linha TVR AJP6 L6 acoplados em um único virabrequim. Excepcionalmente para um automóvel deste tipo, bloquear a velocidade em operação do motor, não seria viável se houvesse sido empregados materiais de baixa resistência. Dessa forma o corpo do motor  foi desenvolvido em aço no lugar de ferro ou alumínio.

## Estatísticas
- 0–100 km/h: 2.9 seconds[2]
- peso: 1000 kg [3]
- potência: 800 hp [3]
- velocidade máxima: 390 km/h[3]